# Balachaur
Balachaur is een nagar panchayat (plaats) in het district Shahid Bhagat Singh Nagar van de Indiase staat Punjab. 

## Demografie
Volgens de Indiase volkstelling van 2001 wonen er 18.106 mensen in Balachaur, waarvan 53% mannelijk en 47% vrouwelijk is. De plaats heeft een alfabetiseringsgraad van 68%. 